# Да Зара, Альберто
Альберто да Зара (итал. Alberto da Zara; 8 апреля 1889, Падуя — 4 июня 1951, Фоджа) — итальянский военно-морской деятель, адмирал эскадры Королевских ВМС Италии, участник Первой и Второй мировых войн.

## Биография
Альберто да Зара родился 8 апреля 1889 года в Падуе, Лигурия в семье отставного офицера конницы.
В ноябре 1907 поступил на учёбу в Военно-морской академии Италии в Ливорно, которую окончил в 1911 году, с присвоением звания гардемарина прибыл для прохождения службы на броненосец «Рома», а затем на броненосец «Витторио Эмануэле». В составе экипажа этого боевого корабля сражался в итальянско-турецкой войне. Лейтенант с 1913 года. Альберто да Зара накануне вступления Италии в Первой мировой войны проходил службу на эсминце «Иррекуето».
В начале Первой мировой войны он был избран, чтобы командовать подразделением, получил задачу оккупировать австрийский остров Палагружа в Адриатическом море. Целью было установить станцию наблюдения на острове для контроля передвижения военно-морских сил врага. 11 июля 1915 года состоялась удачная высадка десанта, но потом австрийский флот начал серию военно-морских действий с целью выбить маленькое подразделение из захваченного острова. Палагружа несколько раз бомбили, как с моря, так и с воздуха. 17 августа австрийские войска устроили мощный штурм и отбили остров у лейтенант да Зараа. Да Зара был легко ранен в правое ухо, но успел выздороветь до декабря, тогда же он прибыл для прохождения дальнейшей службы на эсминце «Ниево».
На «Ниево», базировавшийся в Бриндизи, да Зара участвовал в военно-морских операциях в нижней Адриатике.
В послевоенное время служил на ряде боевых кораблей, в том числе накануне Второй мировой войны командовал легкими крейсерами «Эмануэле Филиберто дюка д’Аоста», «Раймондо Монтекукколи».
С началом войны на Средиземном море возглавлял разные военно-морские соединения и объединения Королевских ВМС, отличился в морских сражениях против союзных конвоев летом 1942 года (операции «Гарпун» и «Пьедестал»).
После капитуляции Италии вышел с остатками итальянского флота к британской Мальте, где сдался союзникам. До конца войны находился в лагере для интернированных лиц на острове.
В послевоенное время вернулся на родину, где умер 4 июня 1951 в Фоджи.